# اس‌ام یوبی-۲۵
اس‌ام یوبی-۲۵ (به انگلیسی: SM UB-25) یک زیردریایی بود. این زیردریایی در سال ۱۹۱۵ ساخته شد.